# Gabriele Ferretti

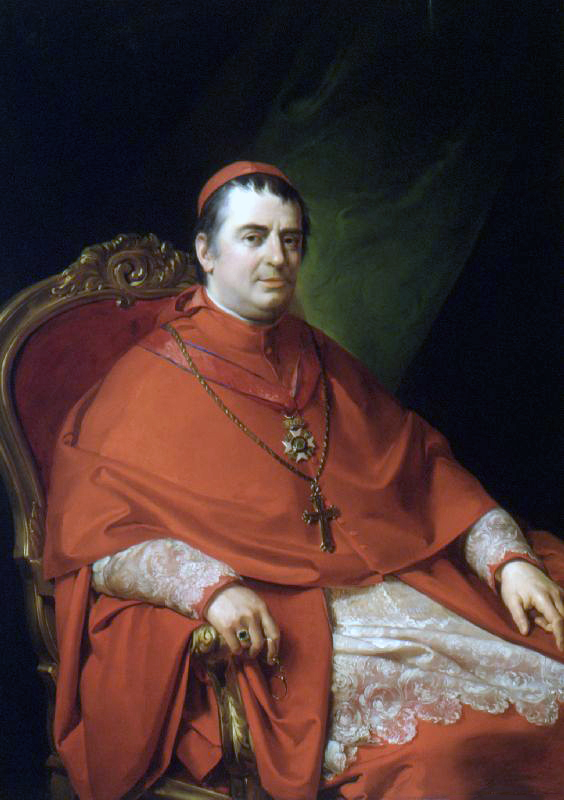
Kardinaal Gabriele Ferretti

Gabrielle Ferretti (Ancona, 31 januari 1795 - Rome, 13 september 1860) was een Italiaans geestelijke en kardinaal van de Rooms-Katholieke Kerk.

## Levensloop
Hij was de zoon van graaf Liverotto Ferretti en Flavia Spirelli. Hij bezocht de seminaries van Parma, Siena en promoveerde aan het Pauselijk Romeins Seminarie in de godgeleerdheid. Hij werd op 1 juni 1817 priester gewijd en kreeg meteen hierop een aanstelling als kanunnik van het kapittel van de Sint-Jan van Lateranen.
Paus Leo XII benoemde hem op 21 mei 1827 tot bisschop van Rieti. In 1833 benoemde paus Gregorius XVI hem tot titulair aartsbisschop van Seleucia en tot apostolisch nuntius voor Sicilië. In 1837 werd hij bisschop van Montefiascone en Corneto, met de titel van aartsbisschop, ad personam. Een half jaar later werd hij aartsbisschop van Fermo.
Tijdens het consistorie van 30 november 1838 creëerde Gregorius XVI hem - in pectore - kardinaal. Een jaar later werd deze creatie publiek gemaakt. De Santi Quirico e Giulitta werd zijn titelkerk. In 1843 werd hij benoemd tot prefect van de Congregatie voor de Indulgenties en Relieken. Hij nam deel aan het conclaaf van 1846 waarbij zijn neef, Giovanni Maria Mastai-Ferretti werd gekozen als paus Pius IX. Deze benoemde Ferretti in 1847 tot zijn kardinaal-staatssecretaris. Als verweer op de beschuldiging van nepotisme benadrukte Pius IX dat met de aanstelling van Ferretti hij het liberale gedachtegoed wilde doorzetten. Hij zou deze functie nauwelijks een half jaar vervullen. Eind 1847 werd hij vervangen door Giuseppe Bofondi en zelf aangesteld als kardinaal-grootpenitentiarius. In 1853 werd hij benoemd tot kardinaal-bisschop van het suburbicair bisdom Sabina. Hij was tussen 1854 en 1855 camerlengo. In 1858 werd hij grootprior van de Orde van het Heilig Graf.
Hij overleed in 1860 en werd in Rome begraven, in de kerk van de Santissima Concezione.
- Gemeinsame Normdatei: 1228113432
- Istituto Centrale per il Catalogo Unico: RAVV109608
- SNAC: w6pp200p
- Virtual International Authority File: 89064979
- WorldCat: E39PBJpVb6bRfrycRrCvx8yw4q